# T-10号鱼雷艇
T-10号（德語：T 10）是纳粹德国战争海军于1930年代建造的十二艘1935级鱼雷艇的十号艇。它于1940年8月竣工，并在同年11月参与了对苏格兰沿岸附近几支护航队的袭击行动，但无功而返。该艇于1941年4月被置入预备役，直到1942年6月才恢复现役并部署至德占法国。此后，T-10号曾在英吉利海峡布设了多处雷区，并在护送一艘破交舰穿越海峡时严重受损。经过修复，它再度作预备役搁置，并于1943年中期被分配至鱼雷学校。该艇于1944年5月重返前线，获部署到波罗的海地区。同年晚些时候，T-10号两度被苏联飞机击伤，至12月中旬在一次英国人的空袭中沉没。

## 设计及装备
1935级是纳粹德国战争海军为满足《伦敦海军条约》600長噸（610公噸）排水量要求而对高速、远洋鱼雷艇作出的一次不成功的设计尝试，因为此类小型舰艇不计入国家总吨位限制。T-10号全长84.3米，水线长82.2米；1941年重建艇艏以提高耐波性后，全长则增至87.1米。它有8.62米的舷宽以及平均2.83米的吃水深度，标准排水量实际为859長噸（873公噸）、满载排水量则可达1,108長噸（1,126公噸），超出了设计限制。该艇搭载有两组瓦格纳齿轮传动蒸汽轮机，各负责驱动一副三叶螺旋桨，设计功率为31,000匹軸馬力（23,000千瓦特）。过热蒸汽由四台高压水管锅炉供应，可推动艇只以35節（65每小時）的速度航行。T-10号最多可贮存200吨燃料油，能够以19節（35每小時）的速度的巡航1,200海里（2,200）。艇只的标准船员编制为6名军官和113名水兵。
竣工时，1935级鱼雷艇在艇艉装备有一门105毫米32式速射炮作为主炮。防空系统则包括以背负形式架设在105毫米炮上方的一门37毫米30式高射炮，以及安装在舰桥翼台的两门20毫米30式高射炮。它们还在两座水面三联装挂架上安装有六具500毫米鱼雷发射管，并可携带多达30枚水雷（天气良好时可携带60枚）。许多同级艇在竣工前便已将37毫米炮换装为额外的20毫米炮、深水炸弹和扫雷切割器。战争后期的增建仅限于安装雷达、雷达探测器和额外的高射炮，通常是以牺牲艇艉鱼雷发射管挂架为代价。

## 服役历史
T-10号的建造合同于1936年6月29日发包予希肖公司，自1936年11月24日起在其设于埃尔宾的造船厂铺设龙骨，建造序列为1394。它于1939年1月19日下水，1940年8月5日入役。该艇的调试工作一直持续到9月，之后开始在波罗的海执行护航任务。11月，T-10号移驻挪威斯塔万格。德国人通过空中侦察于月初发现了两支盟军沿海护航队，战争海军估计它们将于11月7日凌晨通过苏格兰的金奈尔德角。由T-10号及其姊妹艇T-1、T-4、T-6、T-7、T-8和T-9号组成的第1和第2鱼雷艇区舰队遂于11月6日起航，试图穿过英国雷区的缺口，在第二天凌晨02:00左右拦截护航队。然而，英国人已在德国人不知情的情况下将雷区进一步向北扩展，使得T-6号在午夜后不久便触雷沉没。T-8和T-7号救起幸存者，行动被迫终止。T-10号于3月回到基尔接受改装，工程一直持续到7月。8月15日，该艇被置入预备役。
T-10号于1942年5月13日恢复现役，继而执行战备训练至7月，之后被转移到德占法国，编入第3鱼雷艇区舰队。7月20日至22日，由T-10、T-4、T-13和T-14号组成的第3鱼雷艇区舰队在英吉利海峡布设了两处雷区。8月1日至2日，T-10、T-13和T-14号在海峡又布下另一处雷区。这3艘鱼雷艇还试图于8月8日至11日护送补给油轮埃姆兰号穿越海峡，但以失败告终。10月13日至14日，该区舰队的T-10、T-4、T-14和T-19号又尝试护送破交舰彗星号穿越海峡，同样未能成功。它们遭到由五艘护卫驱逐舰和八艘鱼雷快艇组成的英国编队拦截，后者击沉了破交舰，并重创T-10号。该艇中弹6发，航速被迫降至8節（15每小時），并起火燃烧，一枚深水炸弹爆炸。11名船员因此阵亡，另有11人受伤。12月，当T-10号返回德国后，再度被置入预备役。
1943年5月，T-10号重返现役，曾短暂被发配至鱼雷学校充当训练艇，继而于7月10日成为第25潜艇区舰队的领舰。次月，它又被分配至鱼雷学校。该艇于1944年2月至4月进行了改装，然后返回波罗的海地区服役。T-10号获编入第2鱼雷艇区舰队，于6月27—28日与T-8、T-30号和芬兰部队一起参与试图夺回纳尔维岛的行动，但未能成功。7月16日，这三艘鱼雷艇在爱沙尼亚的纳尔瓦附近击沉了一艘苏联巡逻艇。11月28日，T-10号在苏联空袭利鲍期间受损，12月15日再次因近距脱靶而受损。它驶往戈滕哈芬接受维修，惟安置在浮动旱坞时，英国皇家空军于12月18日轰炸了该港口。旱坞严重受损，艇艏和左舷下沉，导致鱼雷艇的上部结构触及旱坞侧面。随后，数枚炸弹命中T-10号的艇体和旱坞侧面之间，在艇体上炸出几个洞，使海水缓缓浸没了两个锅炉舱和前部轮机舱。此时该艇倾侧20°，艇艏下沉10°。艇艏仍在水面之上，艇艉亦由受损的旱坞作支撑，尽管后者已然断成两半。当局曾派出一艘打捞船驶近抽水，但洪水无法控制，T-10号于次日清晨沉没。由于当地缺乏必要的资源，它无法再重新浮起。